# Combat du 19 mai 1744
Guerre de Succession d'Autriche
Batailles
- Mollwitz (04-1741)
- Chotusitz (05-1742)
- Sahay (05-1742)
- Prague (06/12-1742)
- Dettingen (06-1743)
- Cap Sicié (02-1744)
- 19 mai 1744
- Menin (05/06-1744)
- Ypres (06-1744)
- Furnes (07-1744)
- Fribourg (11-1744)
- Tournai (04/06-1745)
- Pfaffenhofen (04-1745)
- Fontenoy (05-1745)
- Hohenfriedberg (06-1745)
- Melle (07-1745)
- Gand (07-1745)
- Bruges (07-1745)
- Audenarde (07-1745)
- Termonde (08-1745)
- Ostende (08-1745)
- Nieuport (08/09-1745)
- Ath (09/10-1745)
- Soor (09-1745)
- Hennersdorf (11-1745)
- Kesselsdorf (12-1745)
- Culloden (04-1746)
- Mons (06/07-1746)
- Bruxelles (01/02-1746)
- Namur (09-1746)
- Charleroi (07/08-1746)
- Lorient (09/10-1746)
- Rocourt (10-1746)
- Cap Finisterre (1er) (05-1747)
- Lauffeld (07-1747)
- Bergen-op-Zoom (07/09-1747)
- Cap Finisterre (2e) (10-1747)
- Saint-Louis-du-Sud (03-1748)
- 18 mars 1748
- Maastricht (04/05-1748)

Campagnes italiennes
- Combat de Saint-Tropez (06-1742)
- Camposanto (02-1743)
- Villafranca (04-1744)
- Casteldelfino (07-1744)
- Velletri (08-1744)
- Madonne de l'Olmo (09-1744)
- Bassignana (09-1745)
- Josseau (10-1745)
- Plaisance (06-1746)
- Tidone (08-1746)
- Rottofreddo (08-1746)
- Gênes (1er) (12-1746)
- Gênes (2e) (07-1747)
- Assietta (07-1747)

Le combat naval du 19 mai 1744 (8 mai du calendrier julien) est une bataille navale mineure de la guerre de Succession d'Autriche, à l'issue de laquelle deux vaisseaux de ligne français capturent un vaisseau anglais au large des îles Berlengas au large du Portugal, après un combat de plusieurs heures.

## Contexte

### La guerre de Succession d'Autriche
Elle oppose depuis 1740 l'Autriche de Marie-Thérèse, alliée de la Grande-Bretagne (George II), des Provinces-Unies et du royaume de Sardaigne (Charles-Emmanuel III), à la France, alliée de la Prusse (Frédéric II), de la Bavière (Charles Albert, empereur en 1742) et de l'Espagne, qui est en guerre depuis 1739 avec la Grande-Bretagne dans le monde colonial (Guerre de l'oreille de Jenkins).
La guerre navale oppose principalement les flottes anglaise et espagnole en Méditerranée, les Britanniques s'efforçant d'empêcher les Espagnols d'amener des troupes en Italie par voie de mer. Le 22 février 1744, une escadre espagnole bloquée à Toulon remporte une victoire sur la flotte britannique (bataille du cap Sicié).
La France déclare la guerre à la Grande-Bretagne le 15 mars 1744, bien qu'étant déjà intervenue au profit de la marine espagnole en Méditerranée.

### Circonstances de la rencontre des Berlengas
L'escadre commandée par Sir Charles Hardy (1714-1780), jeune vice-admiral, quitte l'Angleterre en avril 1744 à destination de Lisbonne.
La rencontre de navires français et anglais dans ce secteur de l'Atlantique semble être un événement inopiné.

## La bataille

### Les forces en présence
Les navires français sont le Content (60 canons), commandé par capitaine de vaisseau Hubert de Brienne, chevalier de Conflans et le Mars (64 canons), commandé par le capitaine Étienne de Perier, sous les ordres de Conflans.
Le navire anglais est le HMS Northumberland (64 canons), construit en 1743 à Woolwich, selon le modèle de 1741, et commandé par Thomas Watson.

### Le combat

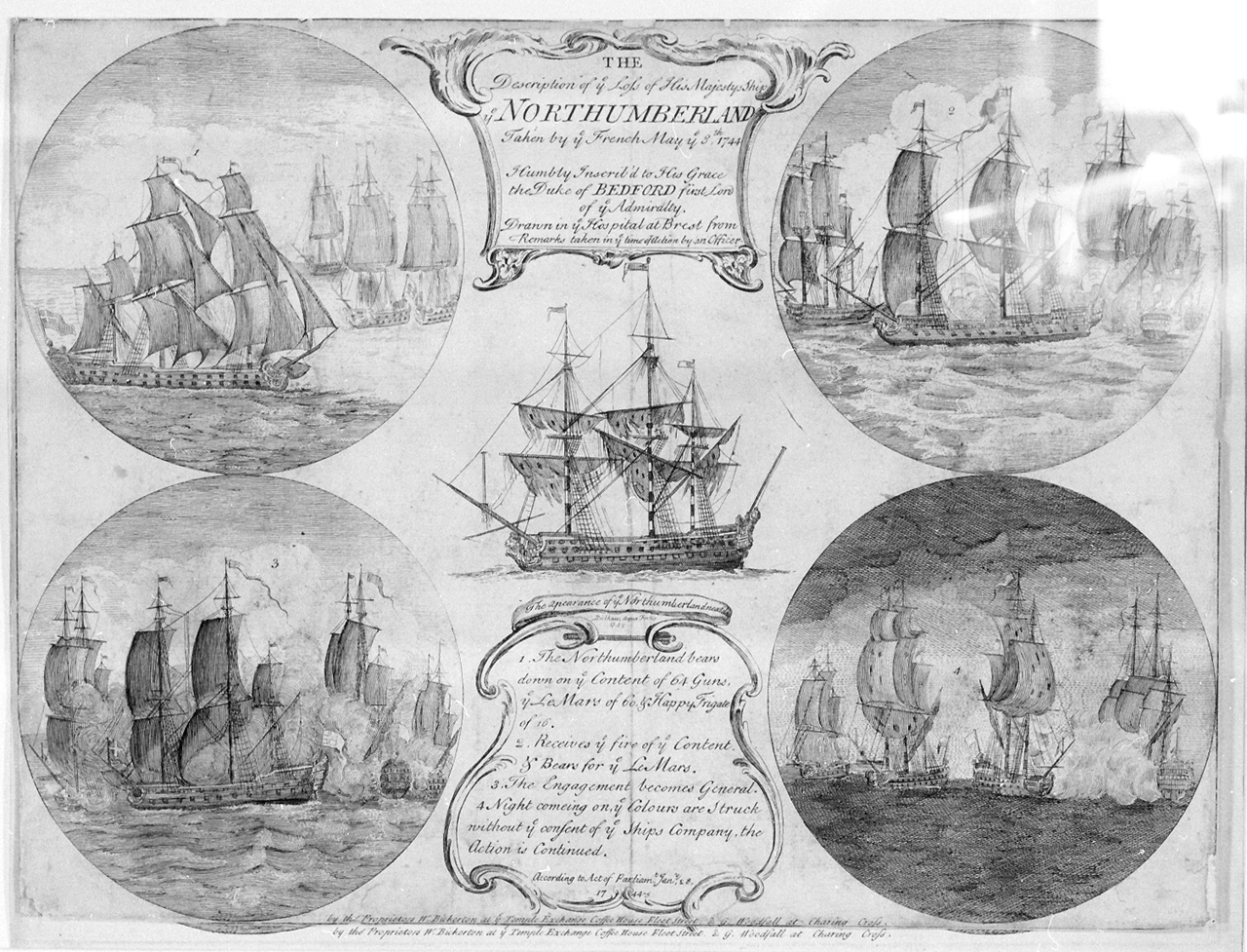
Le récit de la capture du HMS Northumberland par Conflans d'après une gravure anglaise d'époque.

Un mois plus tard, le 19 mai 1744, a lieu une rencontre entre des navires français et anglais, à 72 lieues des Berlengas.
Le calme et la pluie durent jusqu'à 16 heures; un petit frais qui s'élève du Sud-Sud-Ouest dissipe le brouillard et laisse apercevoir à 17 heures un vaisseau anglais qui arrive toutes voiles dehors comme à une proie assurée. Il s'agit du HMS Northumberland de 70 canons, de l'escadre du chevalier Hardy, commandé par le capitaine Thomas Watson. Les Français avaient été aperçus au nord de l'escadre britannique, et le Northumberland avait reçu l'ordre de lancer la chasse; il disparaît de la vue de sa propre flotte,. Conflans, par une ruse permise, fait hisser pavillon anglais pour engager davantage l'ennemi et vire tribord-amure; le Mars imite sa manœuvre pour se rallier à lui. L'Anglais, trompé par l'apparence, ne diminue pas de voiles jusqu'à deux portées de canon. Alors, il serre les perroquets, cargue sa grand-voile et continue d'arriver, sa batterie ouverte. Le Mars, après avoir manœuvré pour gagner le vent et y être parvenu, amène le pavillon anglais, hisse le sien en l'assurant d'un coup de canon, et comme il a une grande supériorité de marche sur le Content, il a l'avantage de joindre l'ennemi le premier et de le combattre par son travers. La première bordée fait un ravage à bord de l'ennemi; tous les coups portent; la riposte anglaise ne cause qu'un médiocre dommage en donnant trop haut.
Tout en continuant de combattre le Mars, le capitaine Watson entreprend de se rapprocher du Content, affrontant ainsi deux vaisseaux en même temps. Cependant Conflans le canonnait dans sa hanche, mais d'un peu loin. Après plusieurs bordées de part et d'autre, où l'Anglais souffre beaucoup, sentant qu'il a affaire à trop forte partie, veut s'éloigner à force de voiles, mais sa mâture étant très endommagée, et le vent ayant diminué, il est à craindre que ses mâts ne tombent, s'il les charge de voiles. Quoique ce soit un des plus fins voiliers de la flotte de l'amiral Hardy, le Mars, qui n'a que peu souffert, et qui ne lui est pas inférieur pour la marche, n'a pas de peine à le suivre. C'est alors que les deux capitaines anglais et français déploient tout ce que leur courage individuel et la tactique navale ont de forces et de ressources, l'un pour retarder la défaite, l'autre pour assurer sa victoire. Le Mars, maître du vent, ayant amené sa grand-voile, force son vaillant adversaire à recevoir ses coups et semble s'enlacer dans un réseau de feu. La défense est aussi désespérée que l'attaque est vigoureuse. Pendant près de cinq heures, dans un orage de coups de canon et de fusil, Perier tient le HMS Northumberland à courte portée et presque vergue sous vergue, sous un feu qui ne se ralentit pas. Les principales manœuvres de l'Anglais sont hachées ; ses vergues en pantenne; enfin, tout atteste les désordres qu'avaient causés les canons et fusils français; l'Anglais ne se rend pas encore. Après neuf heures de canonnade, le Northumberland, gravement endommagé, n'est plus gouvernable et il dérive au gré du vent. Perier s'apprête à donner vent sous beaupré de l'ennemi pour monter à l'abordage, lorsqu'à cette manœuvre, le capitaine Watson, blessé à mort, ainsi que son second lieutenant, se décide à amener son pavillon, indiquant qu'il se rend.
Lorsque les Français prennent possession du HMS Northumberland, un spectacle déplorable se présente à leurs yeux. Les gaillards, les ponts, la batterie basse, sont couverts de cadavres et de mourants. Des flots de sang sortent par les dalots, les manœuvres sont hachées, les canons démontés, les mâts sur le point de s'effondrer, et pour accroître le désordre, des matelots et soldats ivres pillant les bagages de leurs propres officiers. Perier rétablit l'ordre sur le navire et fait rendre aux malheureux les respects qui leur sont dus. Côté français, les canots du Mars sont tellement abîmés par les batteries anglaises qu'ils ne peuvent pas être amarrés.
Ce combat où M. Conflans partagea la gloire du capitaine de Perier, mais où il n'y a eu presque tout le jour que le Mars d'engagé, est sans doute bien glorieux, mais moins cependant que tant de victoires à forces inégales. La victoire coûte peu de sang aux Français : ils n'ont que sept hommes tués et trente blessés, mais les Anglais ont plus de 200 hommes tués ou mis hors de combat.
Le capitaine Watson meurt deux jours après de ses blessures. Son vaisseau, le HMS Northumberland, portait 70 canons ; il était flambant neuf car il s'agissait de sa première sortie après son lancement à Plymouth.
Un usage, établi pour entretenir l'émulation, fut de conserver le nom de Northumberland à un vaisseau pris sur l'ennemi.
Le chevalier de Conflans, qui, sur le Content, commandait la division des deux navires à laquelle appartenait le Mars, eut une part modeste à la prise du Northumberland mais en eut les honneurs la Cour, ce qui provoqua une lettre d'indignation du capitaine de Perier au ministre de la Marine.

## Suites
Le 31 janvier 1745, une cour martiale est tenue à Portsmouth à bord du Lennox pour juger les officiers du Northumberland à leur retour de captivité.
Le Northumberland est intégré dans la marine française sous le même nom ; il sera rebaptisé Atlas en 1776 et détruit par un naufrage en 1781.

## Sources et bibliographie
- (en) Cet article est partiellement ou en totalité issu de l’article de Wikipédia en anglais intitulé « Action of 8 May 1744 » (voir la liste des auteurs).
- Maurice Dupont et Étienne Taillemite, Les guerres navales françaises : du Moyen Age à la guerre du Golfe, Paris, SPM, 1995
- Léon Guérin, Histoire maritime de France, vol. 4, Paris, Dufour, Boulanger et Legrand, 1862 (lire en ligne), p. 258-260.
- Amédée Gréhan, La France maritime, vol. 1, Paris, Postel, 1862 (lire en ligne), p. 358-360.
- Olivier Troude, Batailles navales de la France, vol. I, Paris, Prosper Levot, 1867
- (en) Joseph Allen, Battles of the British Navy : from A.D. 1000 to 1840, Bell & Daldy Publishing, 1872 (ASIN B00087UD9S)